# Legend (album de Yūko Nakazawa)
Pour les articles homonymes, voir Legend.
Albums de Yūko Nakazawa
Dai Nishō ~Tsuyogari~
(2004)
Singles
Legend est un album compilation des singles en solo de Yūko Nakazawa.  

## Présentation
L'album sort le 10 décembre 2008 au Japon sous le label zetima, dans le cadre de la série de compilations Mega Best d'anciens artistes du Hello! Project.
Il contient dans l'ordre chronologique les treize chansons parues en "face A" des douze singles (dont un "double face A") sortis par la chanteuse depuis 1998, la majorité d'entre elles écrites et composées par Tsunku. Les deux premières étaient déjà parues sur le premier album de la chanteuse sorti en 1998, et les neuf suivantes sur son second album sorti quatre ans auparavant : Dai Nishō ~Tsuyogari~. L'avant-dernière (Urara) étant parue en 2006 sur la compilation du H!P Petit Best 7, seul la dernière (Danna Sama) était inédite en album. La compilation contient un DVD en supplément avec les clips vidéo des treize chansons, et deux prestations en solo de la chanteuse extraites de deux anciennes vidéos en concert de son ancien groupe Morning Musume.

## Liste des titres
CD
1. Karasu no Nyōbō (カラスの女房?)
2. Odaiba Moonlight Serenade (お台場ムーンライトセレナーデ?)
3. Junjō Kōshinkyoku (純情行進曲?)
4. Shanghai no Kaze (上海の風?)
5. Kuyashi Namida Porori (悔し涙 ぽろり?)
6. Futari Gurashi (二人暮し?)
7. Tokyo Bijin (東京美人?)
8. Get Along with You (GET ALONG WITH YOU?)
9. Genki no Nai Hi no Komoriuta (元気のない日の子守唄?) ("co-face A" de Genki no Nai Hi no Komoriuta / Nagaragawa no Hare)
10. Nagaragawa no Hare (長良川の晴れ?) ("co-face A" de Genki no Nai Hi no Komoriuta / Nagaragawa no Hare)
11. Do My Best (DO MY BEST?)
12. Urara (うらら?)
13. Danna Sama (だんな様?)

DVD
1. Karasu no Nyōbō (カラスの女房?)
2. Odaiba Moonlight Serenade (お台場ムーンライトセレナーデ?)
3. Junjō Kōshinkyoku (純情行進曲?)
4. Shanghai no Kaze (上海の風?)
5. Kuyashi Namida Porori (悔し涙 ぽろり?)
6. Futari Gurashi (二人暮し?)
7. Tokyo Bijin (東京美人?)
8. Get Along with You (GET ALONG WITH YOU?)
9. Genki no Nai Hi no Komoriuta (元気のない日の子守唄?) ("co-face A" de Genki no Nai Hi no Komoriuta / Nagaragawa no Hare)
10. Nagaragawa no Hare (長良川の晴れ?) ("co-face A" de Genki no Nai Hi no Komoriuta / Nagaragawa no Hare)
11. Do My Best (DO MY BEST?)
12. Urara (うらら?)
13. Danna Sama (だんな様?)
14. Karasu no Nyōbō ("Hello! First Live at Shibuya Kohkaido" yori) (カラスの女房 (「Hello! FIRST LIVE AT SHIBUYA KOHKAIDO」より)?)
15. Koi no Kioku ("Live Revolution 21 Haru ~Osaka-jō Hall Saishū Bi~" Yori) (恋の記憶 (「ライブレボリューション21春~大阪城ホール最終日~」より)?)

(Notes : la piste N°14 est extraite de la vidéo de Morning Musume Hello! First Live at Shibuya Kohkaido sortie en 1998 ; la piste N°15 est extraite de la vidéo Morning Musume Live Revolution 21 Haru ~Osaka Jō Hall Saishū Bi sortie en 2001, et la chanson interprétée est la "face B" du single Kuyashi Namida Porori)